# Digitalna video kamera
Digitalne video kamere umjesto na klasičnu filmsku vrpcu, sliku "hvataju" na specijalizirani mikročip tipa CMOS ili CCD, koji se naziva slikovni senzor. Neke skuplje kamere umjesto jednog senzora imaju tri CMOS ili CCD senzora (često se označavaju kao 3MOS, odnosno 3CCD) - na svaki od tih senzora putem prizme projicira se drugi dio valnih duljina slike, tako da svaki senzor pokriva jednu od primarnih boja aditivne sinteze (crvenu, zelenu, plavu). 
Senzor digitalizira na njega projiciranu sliku, tj. definira horizontalnu i vertikalnu poziciju svake točkice slike (piksela), nijansu boje i intenzitet osvjetljenosti. Videokamera takav set podataka za čitavu sličicu pohranjuje na digitalni medij - nekad magnetsku traku ili DVD, a danas najčešće na memorijsku karticu. Za jednu sekundu video snimke, prema video standardima potrebno je snimiti 24 sličice (engleski "Frame"), da bi se dobili koliko-toliko prirodni pokreti bez "poskakivanja". 
Unosom digitalne tehnike, odnosno elektroničke obrade ulaznih parametara važnih za snimanje (kao osvijetljenost objekta, i dr.) i automatizacije rutinskih radnji (automatsko uoštravanje na objekt u "ciljniku", automatsko podešavanje otvora objektiva prema promjeni osvjetljenosti objekta, automatsko "podešavanje bijele boje" pri prirodnoj ili raznim vrstama umjetne rasvjete), automatsko snimanje zvuka snimljenog ugrađenim ili dodatnim priključenim mikrofonom i dr.), oslobađa korisnika od manualnog obavljanja tih radnji, omogućujući mu da se posveti kreativnom dijelu snimanja. Time snimanje postaje dostupno baš svakome, uz minimalno priučavanje, pa kod npr. osnovnih amaterskih videokamera svodi se često na pritisak na isto dugme za početak i završetak video-sekvence. Uz to, uporaba elektronike unutar kamere, omogućuje i čitav niz naprednih funkcija koje su kod klasičnih filmskih videokamera bile nezamislive (npr. automatsko pretapanje iz jedne sekvence u drugu izabranim načinom pretapanja, i dr.)   
Video kamere možemo podijeliti po:
- klasi
  - amaterske
  - napredne i poluprofesionalne
  - studijske
- razlučivosti:
  - normalna razlučivost
  - HD (visoka razlučivost)
- vrsti korištenog medija
  - mini DV magnetske trake
  - DVD disk (normalnog ili smaǌenog promjera)
  - HDD (tvrdi disk)
  - memorijska kartica
- vrsti izlaznog priključka
  - Lossy
  - Lossless
- Analogne veze
  - S-Video (S-VHS
  - Kompozitna veza s činčevima
  - USB veza
- FIREVIRE (digitalna veza
- Video formati
- Codec
- Widescreen

Za različite namjene susrećemo i kamere s posebnim karakteristikama (povodna snimanja, snimanje pri vrlo oskudnom osvjetljenju i drugo)

## Amaterskekamere
Ako se zanemare visokoprofesionalne studijske video-kamere, prosječni ljubitelji video-tehnike mogu razmišljati u rasponu amaterskih i poluprofesionalnih izvedbi. Poluprofesionalne izvedbe mogu pri tome stajati i petnaestak, dvadeset puta više od najjeftinijih amaterskih modela, koje su nakon 2005.g. postale gotovo svakome dostupne. Granicu je teško definirati, no amaterskom se kamerom može smatrati potpuno automatizirana kamera s malo izbornih mogućnosti i manuelnih kontrola, što znači jednostavno rukovanje, ali ujedno i malo snimateljskog utjecaja na rezultat, slabiju razlučivost, i objektiv, slabiji sustav prijenosa podataka pri presnimavanju na računalo ili TV, slabija klasa zvuka, otsustvo posebnih efekata, mogućnosti i tehnoloških novina, te dakako niže performanse svih elemenata i kamere u cjelini. Unatoč tome, i amaterske kamere u pravilu zadovoljavaju elementarne zahtjeve - korektno će snimiti ozvučen video snimak, osobito u povoljnim, pa čak i nešto oskudnijim svjetlosnim uvjetima i reproducirati ga na ugrađenom LCD monitoru kamere ili na standardnom televizoru, te omogućiti presnimavanje na računalo, ili (kod DVD izvedbi) umetanje snimljenog DVD-a u video-player ili računalo. Kvaliteta reprodukcije na trenutno korištenim televizorima u pravilu neće biti lošija od kvalitete normalne kabelske televizije(osobito ako su kadrovi pri snimanju korektno uoštreni bez previše mahanja kamerom i zumiranja). Pri tome ne mislimo na HD kvalitetu čija je komercijalizacija stvar bliske budućnosti. Bolje amaterske kamere omogućit će i snimanje pojedinačnih fotografija slabije do skromne razlučivosti (640x480 - 1152x864) na posebnu magnetsku karticu. Lako se može dogoditi, da će kvalitetnije video kamere zahvaljujući jačem optičkom zumu, snimiti bolje "zumirane" fotografije od fotoaparata malog raspona optičkog zuma.

## Napredne opcije
Prijelaz između amaterske početne i napredne klase, te poluprofesionalne, teško je definirati. Što je više manuelnih mogućnosti za kontrolu snimanja i naprednih opcija, to je složenije rukovanje kamerom, ali klasa video-kamere bliže je poluprofesionalnoj, uz uvjet da pojedini elementi i funkcije nude višu kvalitetu. Tablica daje poželjne vrste i karakteristike pojedinih sklopova i funkcija, kojima treba težiti onaj, tko želi snimati video profesionalne kakvoće. Elementi su poredani redosljedom važnosti, koliko je to moguće: Ipak, ne mogu se sve kamere ukalupiti u ovakve preporuke. Danas postoje primjerice kamere koje mogu snimati na DVD, HDD, i SD magnetsku karticu, ali rade u standardnoj a ne u HD rezoluciji.
| | poželjne vrijednosti:                   |
| vrsta kamere: | HD ili miniDV                           |
| medij: mini DV ili HDD (Hard Disk Drive) | HDD 40-60 GB                            |
| kvalitetan objektiv dovoljne oštrine crtanja, | Zeiss Icon ili drugi vodeći proizvođači |
| precizan sustav uoštravanja, dovoljno brz da prati promjene položaja pokretnog objekta. Neki modeli mogu održavati oštrinu vozila koje se približava ili udaljava sa: | 50 km/h)                                |
| svjetlosno jači objektiv (što manja brojka iza ":") | fmax= 1:1,2                             |
| priključak za izlaz snimke - obavezno DV (uz DV, uvijek će biti prisutna bar jedna alternativna, USB2 ili S-video)                                                    |                                         |
| bolji sustav stabilizacije protiv nehotičnih pomaka i vibracija kamere,                                                                                               |                                         |
| widescreen Hibrid LCD ekran više rezolucije, osjetljiv na dodir (touch screen)                                                                                        | dijagonala 3 inča                       |
| što veći video čip tipa CMOS, eventualno 3 CCD, što više rezolucije                                                                                                   | 1.080i (Full HD)                        |
| što veći raspon optičkog zuma, što manje donje žarišne dužine | 35 -40 x                                |
| što manji "faktor zuma" (pretvorbeni faktor za analogiju s 35mm filmom)                                                                                               |                                         |
| što bolja rezolucija pojedinačnog fotografiranja | 2304x1736 px                            |
| što manji šum slike, |                                         |
| što vjernije definiranje bijele boje (vjerna interpretacija boja) |                                         |
| rapidno okidanje fotografija (izvodi se s 1 - 3 slike u sek) | 2.5-3 slike/sek                         |
| snimanje fotografija s tri različite ekspozicije, | 2,5-3 slike/sek                         |
| kraće vrijeme "dizanja" kamere iza uključenja (iznosi 0,5 -1,5 sek)                                                                                                   | 0.5 sek                                 |
| što veći broj opcija za pretapanje kadrova |                                         |
| što duža operativnost baterija kod najviše razlučivosti |                                         |

O korisniku ovisi koliko će mu značiti eventualna dodatna oprema za podvodno snimanje, napredni priključak za vanjsku rasvjetu s automatskim usmjeravanjem teleskopskog mikrofona i sinkronizacijom studijske rasvjete, zvuk u kvaliteti 5+1, snimanje u gotovo potpunom mraku (tj. kod jakosti svjetla od 1 lux-a) i sl. Sve su to danas realne komercijalne ponude.

## Objektiv
Sve što je o objektivima poznato iz tehnike foto aparata, vrijedi i za objektive digitalnih kamera. No postoje i razlike:
Općenito videokamere imaju svjetlosno jače objektive od fotoaparata, što je između ostaloga uvjetovano i nemogućnošću primjene dužih ekspozicija zbog toga što videosnimka mora imati 25 sličica u sekundi kako zahtijeva video standard. Također, video objektive odlikuje i veći raspon optičkog zuma, koji se kreće između 12 x i 36 x, pa i više. S digitalnim zumom, za čiju kvalitetu uglavnom važi isto što i za digitalni zum fotoaparata, "ukupan" zum može prijeći i 1000 x. Ipak, treba reći, da kod videosnimki nema jednostavnog načina za naknadno kvalitetnije zumiranje pri obradi snimke, koja postoji kod obrade fotografija. Stoga kod videokamere i digitalni zum ima nekog značaja, ali i ovdje bitan podatak predstavlja optički zum, tj. onaj, koji se ostvaruje mehaničkim pomacima u sustavu leća objektiva.

## Standardna razlučivost
Podrazumijeva razlučivost od 720x576 piksela (SD - Standard Definition), kakvu imaju AVI datoteke komprimirane DV codec-om (program i standardi za definiranje i konverziju multimedijalnih zapisa). U primjeni su dvije vrste omjera stranica video-slike i to klasični 4:3 i široki (wide screen) 16:9, koji je danas uobičajen. Navedena razlučivost 720x576 piksela bit će neiskorištena u oba slučaja, jer će kod omjera 4:3 ostati neiskorišten lijevi i desni, a kod 16:9 gornji i donji rub CCD ili CMOS čipa. 
 
Pri prijenosu na televizor, nude se dva sustava slaganja slike na ekranu, od kojih naše televizije koriste PAL. Normalna razlučivost osigurava donedavno uobičajenu, normalnu kvalitet slike na TV-ekranu.

## HD visoka razlučivost
Visoka razlučivost (High Definition) dolazi u dvije standardne razlučivosti - HD (1280x720) i Full HD (1920x1080). Došla je u punu primjenu na stranim tržištima s HD televizorima (u Hrvatskoj samo kod IPTV-a), te na računalima i mobitelima putem servisa poput YouTube. Vlasnici HD televizora koji prate samo zemaljsku televiziju na području Hrvatske još su uvijek osuđeni na televizijski program SD razlučivosti. Gotovo sve moderne videokamere snimaju barem u Full HD razlučivosti, a jači modeli i u UltraHD/4K.

## Vrsta korištenog medija

### HDD (tvrdi disk)
To je najnovija vrsta medija u videokamerama, namijenjena prije svega pohrani videa u HD kvaliteti. Na disk kapaciteta 60 GB staje oko 5 sati videa HD 1080i kvalitete, odnosno potreba memorijskog prostora za HD video iznosi oko 12 GB/h videa, Za sada malobrojni modeli HD kamera nude i alternativno snimanje na DVD (6 sati videa standardne kvalitete). Snimamo li na tvrdi disk sandardnu kvalitetu, već na disk od 30 GB staje preko 37 sati sirovog snimka, što daje memorijsku potrebu od oko 0,81 GB/h. Baterije ćete u tom vremenu morati izmijeniti 5-6 puta.

Tvrdi disk je po konstrukciji osjetljiv elektronsko-precizno-mehanički uređaj, prilično osjetljiv na udarce i vibracije. pa si takve i videokamere s HDD medijem. Stoga valja pripaziti da kameru ne izlažemo vibracjiskim stresovima  (kamera na tvrdoj polici autmobila u vožnji i sl) ili udarcima, iako bi specijalni HDD za ugradnju u kameru trebao biti prilagođene robustnije izvedbe. Prenosite je u dobro tapeciranoj torbici.

### Mini DV
je kratica za Digital-Video magnetske trake, koje danas u pravilu koristi većina videokamera standardne razlučivost, uključivo gornju klasu naprednih amaterskih, pa i poluprofesionalnih. Čitati ih mogu svi VCR-uređaji s oznakom (logom) DV. Nakon reproduciranja traku treba premotati na početak. Natezanje trake koja zapinje pokretanjem iz sredine ili na kraju, može izazvati distorziju snimke. Odlažite ih u kutijama u vertikalnom položaju. Izvorni snimak se sprema u tzv.  AVI analognom video formatu (u video-datotekama s nastavkom AVI) velikih memorijskih potreba, koje su približne potrebama HD snimaka, pa i veće. Tržište nudi trake na koje staje 60 ili 90 min. ozvučenog videa. Traka od 60 min ima kapacitet od oko 13 GB, dakle toliko iznosi i memorijska potreba /h nekomprimirane AVI snimke. Nakon prijenosa na računalo, AVI snimak se digitalizira i komprimira, dakle konvertira u tzv. DV (Digital Video) format razlučivosti 720 x 576 piksela.  AVI snimak s mini DV trake može se direktno uputiti i na uobičajene analogne televizore, gdje će imati kvalitetu slike poput kabelske televizije (dakako u standarnoj kvaliteti).
Spomenimo usput, da na TV ekranima elementi slike koji odgovaraju pikselima nisu kvadratični, nego pravokutni nejednakih stranica po visini i širini. Stoga pri slanju slike na televizor softver izvodi automatsku prilagodbu.
Za konverziju u DV format, koja se obavlja na računalu, vrlo je važan izbor načina prijenosa AVI datoteke (koja u sebi integrira sliku i zvuk) na računalo. Za svaku je preporuku da se prijenos izvrši putem tzv. "i.link" veze, koja bi trebala osigurati prijenos bez gubitka kvalitete.
To je moguće, ako kamera ima DV izlaz, a računalo DV ulaz. Nema li računalo DV ulaz, prigraditi mu treba tzv. Firewire karticu u koju se onda priključuje i.link veza.  Ipak, i kod te, najkvalitetnije standardne veze, na pojedinim sličicama znaju se naći bijeli pikseli koji tamo ne spadaju, tvoreći tzv. "artefakte". Ako ih nema previše, sličice s artefaktima mogu se prilikom montiranja jednostavno ukloniti iz snimke, što neće biti primjetno na reprodukciji. Postupak prebacivanja sadržaja s kamere na računalo (capture) uključuje automatsko odvajanje pojedinih sekvenci, odnosno kadrova, o čemu brine softver za obradu "filma". Korisnik će uz njegovu pomoć po volji izrezivati nepotrebne sekvence ili samo dio kadra ili samo jednu sličicu, slagati kadrove u željenom redosljedu, dodavati "špicu", fotografije, zvučni sadržaj i dr. što zovemo montažom filma. Softver obično uključuje i "alat" tj. codec za konverziju AVI-ja u neki od komprimiranih filmskih formata, pri čemu se može birati između očuvanja kvalitete i stupnja kompresije, tj. memorijskog apetita preobraženog AVI-ja. Konverzija se obavlja prilikom snimanja DVD-a, pri čemu se stvara "projekt" na tvrdom disku, koji se po potrebi može "napržiti" na proizvoljan broj optičkih diskova.  

### DVD minidisk
DVD (Digital Versatile Disk, iako ponegdje nazvan i Digital Video Disk) je optički disk na koji se podaci upisuju i s njega "čitaju" uz pomoć laserske zrake. Danas se češće koriste smanjeni DVD diskovi od 80 mm, čiji podatkovni kapacitet je oko 2 GB. Takvi diskovi se često nazivaju „DVD minidisk“ ili samo „minidisk“ što zna dovesti do zabuna jer postoji magnetoopitčki disk tvrtke Sony nazvan MiniDisk. Novija tehnologija dvoslojnih jednostranih optičkih medija nudi minidiskove dvostrukog kapaciteta (cca 4.1 GB) na koji Sony-evi camcorderi snimaju cca 110 minuta video zapisa rezulucije 640x480 piksela. Optički pogon ne treba otvarati pod naponom, već zbog toga što laserska zraka može izazvati teška oštećenja oka, iako je nevidljiva za ljudsko oko
Razvijeno je dvadesetak standarda upisa na optičke diskove, i isto toliko vrsta CD-a i DVD-a,  što stvara priličnu zbrku i probleme u međusobnoj kompatibilnosti uređaja i medija. Najčešći korišteni tipovi su DVD-R ili RW i DVD+R ili RW. Na R diskove (Recordable) podaci se mogu samo jednom, a na RW (Rewritebile) višekratno upisivati.  Tome treba dodati sada već tri različite moguće gustoće zapisa (a spremaju nam se i novi diskovi s terabajtskim kapacitetima), koje ovise o frekvenciji, odnosno boji laserske zrake, tj. o promjeru snopa laserske svjetlosti. Uz trenutačno najčešće korištene CD i DVD diskove, novija tehnologija BLUE-Ray koristi lasersku zraku valne duljine 640 nanometara plave boje, što omogućuje znatno gušći zapis od DVD-a (405 nanometarska zraka u crvenom dijelu spektra). Osjetno skuplje Blu-Ray medije mogu zapisivati i čitati samo njemu prilagođeni optički čitači i pisači i općenito Blu-Ray uređaji (Playeri, recorderi, kamere i dr). 
Memorijska potreba iznosi oko 4.5 GB/h videa u nekom od komprimiranih formata spremnih za ulaganje u DVD pogon računala ili videoreproduktor (player), preko kojega je reprodukciju moguće usmjeriti i na TV ekran. DVD uređaji proizvedeni do 2006. g. ne znaju čitati dvoslojne medije.
Kamere s DVD diskom su dobar izbor za snimatelje obiteljskih scena koje se neće naknadno dotjerivati. One će međutim u pravilu biti pune loših i nepotrebnih kadrova, te neće predstavljati užitak za goste koji nisu članovi obitelji. Moguće je dakako uz osjetni gubitak kvalitete snimke rekodirati u druge filmske formate koji će se onda moći obrađivati na računalu na uobičajeni način i ponovo konvertirati u neki komprimirani format. No, u svakom slučaju DVD kamera nije pravi izbor za ambicioznije snimatelje. Zbog DVD-mehanizma, osjetljivije su na trešnju i vibracije od DV-kamera s magnetskom trakom.

### Memorijska kartica
U Videokameru memorijska kartica se ugrađuje zbog snimanja pojedinačnih fotografija, koje se s lošom (640x480) a ponekad i pristojnom razlučivošću mogu snimiti i za vrijeme snimanja videa. 2007. g. ustalile su se praktički tri od mnogih vrsta kartica za fotoaparate:  Secure digital (mnogi sitni uređaji kao ručna računala, MP3 Playeri, GPS-ovi i dr, a za camcordere Canon), xD Picture Card (Olympus, Fujifilm) i Memory stick Duo koju koristi Sony. Kapaciteti kartica kreću se od 16 MB do nekoliko GB.
S povećanjem kapaciteta kartica, javljaju se međutim i prve, (posebno minijaturne) videokamere koje i video zapis spremaju na magnetsku karticu. Na najveće, 4 gigabajtne SD(HC)  kartice, Panasonic video snimku sprema u MPEG-2 formatu.

Slika prikazuje xD Picture Card i Memory stick Duo sa spremnikom za nekoliko kartica.
Tablica daje uobičajene kapacitete i memorijske potrebe po satu videa uz najbolju rezoluciju moguću kod pojedinih vrsta spomenutih medija:
| vrsta medija          | . max.rezolucija. | . max.kapacitet. | . max.dužina videa. | . memorijske potrebe. |
|                       |                   | GB               | h u max.rezoluciji  | po satu videa         |
| HDD (tvrdi disk)      | HD1080i           | 60 GB            | 5 h                 | 12 GB/h               |
| HDD u standard rezol. | standard          | 30 GB            | 37 h                | 0.81 GB/h             |
| Mini DV               | standard          | 12 GB            | 1 h                 | 12 GB/h               |
| dvoslojni Mini DVD    | standard u AVI-u  | 4.1 GB           | 0.92 h              | 4.4 GB/h              |
| Magn. kartice         | standard          | 4 GB             | nema podatka        |                       |

## (veza kamere i računala)
I kod prijenosa podataka iz videokamere na računalo, i kod promjene video formata iz jednoga u drugi (tzv. rekodiranje) tehnologija nudi dvije osnovne vrste softverskih alata i opreme:

### Lossy
Lossy su alati (codeci, recoderi i dr,) koji su u stanju jače "komprimirati" izvorno snimljeni sadržaj (video i zvuk), ali uz osjetan gubitak kvalitete. Najgore je to, što se taj gubitak kvalitete ponavlja sa svakim novim rekodiranjem. Imalo zahtjevniji korisnik, bit će ovim rezultatom najčešće razočaran, pa je uporaba uglavnom ograničena na postavu na web stranice u malom formatu i razmjenu putem interneta, gdje se su ograničenja u gigabajtima.

### Lossless
Lossless je pridjev za softverski alat i opremu, koji (bi trebao) obaviti prijenos podataka ili rekodiranje iz jednog filmskog formata u drugi bez gubitka kvalitete, no rezultat su redovito značajno veće završne datoteke od onih koje stvaraju Lossy alati.
Druga je podjela u vrstama veza na analogne i digitalne.

### Analognaveza
Amaterska (pa i naprednija) klasa kamera opremljena je najčešće analognim, tzv. S-video priključkom za izvlačenje video-signala iz kamere. No, S-video veza prenosi samo slikovni dio video snimke, pa prijenos zvučne komponente treba osigurati posebno, tzv. kompozitnom vezom. 

#### S-video (S-VHS)
Analogna veza kvalitetnija od kompozitne, ostvaruje se S-video okruglim izlaznim priključkom na kameri i odgovarajućim S-video kabelom, omogućuje priključenje kamere na televizor ili video player, pa na taj način i pregledavanje snimke. Prenosi se međutim samo video-komponenta bez zvuka. Stoga prijenos zvuka treba osigurati dodatno kompozitnom vezom u kojoj se žuti video-činč ne priključuje, nego samo desni (R) i lijevi (L) kanal zvuka (crveni i bijeli činč). Za prijenos snimke na računalo, ono treba biti opremljeno video capture karticom (kartica za "hvatanje" videa) ili grafičkom karticom sa S-video priključkom, ili TV-karticom.

#### Kompozitna veza s činčevima (A/V-audio/videoveza)
Kompozitni kabel s činčevima osigurava prijenos video i zvučne komponente video snimka u analognoj vezi i spada u obavezni pribor video kamere koji se uvijek uključuje u isporuku. Sama kamera uvijek ima i izlazni priključak za kabel s činčevima (A/V-OUT).
Sam činč je ustvari običan jedno ili višepolni "prstasti" utikač, koji ulazi u odgovarajuću utičnicu na uređaju na koji se kamera priključuje (video snimač VCR ili televizor). Video signal prenosi žuto obojeni činč i priključnica, a desni (Right) i lijevi (Left) kanal zvuka crveni i bijeli činč. 
Nešto manje kvalitetna A/V veza neće predstavljati smetnju u reprodukciji, tj. npr. pri pregledavanju snimke na televizoru, ali za potrebe presnimavanja zbog montaže i snimanja DVD-a svakako je za preporuku koristiti i-Link ili barem S-video.
Slika prikazuje nekoliko načina ostvarenja A/V-veze, ovisno o postojećoj opremi.

### USBveza
Uz očekivano slabu kvalitetu prenesenog videa, može je koristiti korisnik bez TV/capture kartice ili Firewire kontrolera. Podrazumijeva se brža, USB2 veza. 

### Firewire(digitalnai-Linkveza)
Firewire je najkvalitetniji (lossless) i ujedno najjednostavniji način za povezivanje Mini-DV video-kamere i računala ili drugih uređaja. Kamera se jednostavno priključi na računalo ili drugi DV kompatibilan uređaj s digitalnim ulazom uz pomoć odgvarajućeg kabela. Traka u kameri se premota na željeno mjesto, te uključi neki od softverskih alata za montažu videa. Pokretanjem prijenosa (ubičajenom komandom capture) pokreće se reprodukcija s kamere, pri čemu se ujedno vrši automatsko cijepanje video sadržaja na pojedine sekvence. Po dovršenju postupka koji stvara tzv. "projekt" na odabranoj lokaciji tvrdog diska, korisnik može editirati snimak, tj. ukloniti nepotrebne sekvence ili njihov dio ili pojedine sličice (frame), dodati naslov videa i menu, umetati fotografije ili zvučne sadržaje i dr, ovisno o mogućnostima softvera. Čak i besplatni programi ove vrste nude sasvim solidne mogućnosti za osnovno uređivanje videa uz jednostavno rukovanje. Napredniji korisnici će se uz pomoć savršenijih programa upustiti u uklanjanje ili dodavanje titlova, zahvate u zvučnoj komponenti i dr.  
Nakon uređenja, slijedi prijenos ("prženje" - burn tj. snimanje) videa na optički disk. Tom se prilikom izvodi automatsko rekodiranje, odnosno pretvorba sadržaja iz izvornog (obično. AVI) u neki od komprimiranih formata (MPEG2, MPEG 4, DivX i sl.). Korisniku se daje mogućnost da bira kvalitetu zapisa i bira između jačeg stupnja kompresije ili bolje kvalitete. Imalo zahtjevniji korisnici trebaju odabrati najvišu moguću kvalitetu, kako bi dobili zadovoljavajući rezultat na punoj veličini ekrana.  
Stariji kompjutori neće imati digitalni ulaz za prihvat ozvučenog video signala, što se rješava ugradnjom firewire ili TV kartice u računalo. 

## Video formati
Veliki broj video formata uvjetovan je ponajviše velikim brojem medja na koje se pohranjuju video zapisi. U slijedćoj tabeli dati su najčešće vrste video formata, vrste medija za koje su namijenjeni, memorijska potreba u MB po minuti reprodukcije i gruba ocjena kvaliteta.
| format               | medij                           | kapacitet             | rezolucija           | MB/min videa | kvaliteta zapisa |
| VCD                  | CD                              | 700 MB                | 352x288 / 352x240    | 10           | dobra (kao VHS)  |
| SVCD                 | CD                              | 700 MB                | 480x576 / 480x480    | 10-20        | vro dobra        |
| DVD-video            | DVD                             | 4,37 GB (dvosl.cca 8) | 720x576 /720x480     | 30-70        | izvrsna          |
| HDTV, HD-DVD (WMVHD) | Digit.TV sign, HD-DVD, Blu-Ray  | ovisi o mediju        | 1280x720 / 1920x1080 | ~150 /(~60)  | najbolja moguća  |
| DivX, XviD, WMV      | AVI datoteka                    | ovisi o mediju        | tipično 640x480      | 4-10         | vrlo dobra       |
| QuickTime            | MOV, QT datoteka                | ovisi o mediju        | tipično 640x480      | 4-20         | vrlo dobra       |
| RealMedia            | format za internet broadcasting | . -                   | 320x240              | 2-5          | srednja          |
| DV                   | Mini-DV kazeta                  | 13 GB (60 minutna)    | 720x576 / 720x480    | 216          | izvrsna          |

Kapacitet DVD-a odnosi se na "normalne" diskove promjera 120 mm, dok je kapacitet jednoslojnog Minidiska od 80 mm 2,1 GB, a dvoslojnog oko 4 GB.

## Codec
Program za rekodiranje (pretvorbu) jednog video formata u drugi. Koriste se za dekodiranje i kodiranje video sadržaja. Postojanje velikog broja video formata uvjetovalo je i stvaranje većeg broja codeca. Neki od njih (Windows media encoder)sadržani su već u samim Windowsma (od XP na dalje), odnosno u njegovom programu za montažu videa, dok će neke napredniji korisnici morati posebno instalirati na računalo. 

## Widescreen
Klasični omjer stranica 4:3 koji se ustalio kod fotografija i TV-ekrana, preuzet je i na računalima, pa i u klasičnom video formatu. U novije vrijeme međutim nude nam se široki formati (widescreen) s omjerom stranica 16:9 kako kod novijih televizora, tako i u ponudi video kamera. Široki format bliži je čovjekovom vidnom polju, koje je veće u širinu nego po visini. Bliža budućnost očito pripada širokom ekranu. Uz to prve video kamere koje snimaju u HD kvaliteti kao i HD televizori najavljuju i skori prelazak na višu rezoluciju (1280x720 - 1920x1080) videa, dakle kvalitetniju sliku, no to je praćeno s drastičnim porastom veličine datoteka

## Poveznice
- digitalni fotoaparat
- Tvrdi disk - HDD
- Fotografija